# Billy Pearson
William George Arthur Pearson, detto Billy (Clonmel, 23 ottobre 1921 – West Yorkshire, 23 maggio 2009), è stato un calciatore irlandese, di ruolo attaccante.

## Carriera
Esordisce tra i professionisti nella stagione 1946-1947, alla ripresa dei campionati dopo la fine della seconda guerra mondiale, con il Grimsby Town, club della prima divisione inglese: la sua prima partita è il pareggio per 1-1 sul campo dello Sheffield Utd del 14 settembre 1946 e, in generale, nel corso della sua prima stagione con i Mariners gioca in totale 8 partite, a cui poi ne aggiunge ulteriori 14 nella stagione successiva, in cui è anche autore di complessive 4 reti: in questa stagione la totalità delle sue presenze avviene nel girone di ritorno, nel quale è spesso titolare (14 presenze su 21 partite disponibili: l'esordio stagionale avviene in effetti proprio nella prima giornata del girone di ritorno, ovvero il pareggio per 2-2 sul campo dell'Aston Villa del 20 dicembre 1947), e la sua prima rete arriva il 20 marzo 1948 (si tratta del gol della bandiera nella sconfitta per 4-1); una settimana più tardi, il 26 marzo, Pearson realizza anche una doppietta, risultando così decisivo nella vittoria casalinga per 3-0 ai danni dell'Everton.
Il Grimsby Town conclude comunque la stagione in questione all'ultimo posto in classifica, retrocedendo così in seconda divisione: l'attaccante irlandese viene riconfermato in rosa anche nella nuova categoria, nella quale durante la stagione 1948-1949 va in rete per 4 volte nelle 13 partite di campionato giocate; a fine stagione viene ceduto al Chester City, club di terza divisione, con la cui maglia in questa categoria durante la stagione 1949-1950 totalizza 12 presenze e 3 reti.
In carriera ha totalizzato complessivamente 47 presenze e 11 reti nei campionati della Football League.